# Proces Flicka
Proces Flicka (oficj. USA vs. Friedrich Flick) – piąty z 12 procesów norymberskich, które odbyły się przed amerykańskimi trybunałami wojskowymi po zakończeniu procesu głównych zbrodniarzy wojennych przed Międzynarodowym Trybunałem Wojskowym w Norymberdze. Na ławie oskarżonych zasiadł niemiecki przemysłowiec Friedrich Flick i jego współpracownicy.

## Sędziowie
Skład sędziowski złożony był z amerykańskich sędziów:
- Prezydent: Charles B. Sears(inne języki), były sędzia sądu apelacyjnego w stanie Nowy Jork
- William C. Christianson(inne języki), były sędzia Sądu Najwyższego w stanie Minnesota
- Frank N. Richman, były sędzia Sądu Najwyższego w stanie Indiana
- Richard D. Dixon(inne języki), były sędzia Sądu Najwyższego w stanie Karolina Północna

## Oskarżenie
W procesie zostali oskarżeni przemysłowiec Friedrich Flick oraz pięciu wysokich rangą współpracowników spółki komandytowej Flick (niem. Flick Kommanditgesellschaft), których obarczono winą różnych zbrodni wojennych i zbrodni przeciwko ludzkości. Flickowi i Ottonowi Steinbrinckowi zarzucono członkostwo w towarzystwie Reichsführera SS (Heinricha Himmlera), grupie wspierającej finansowo nazistów.

## Wyrok

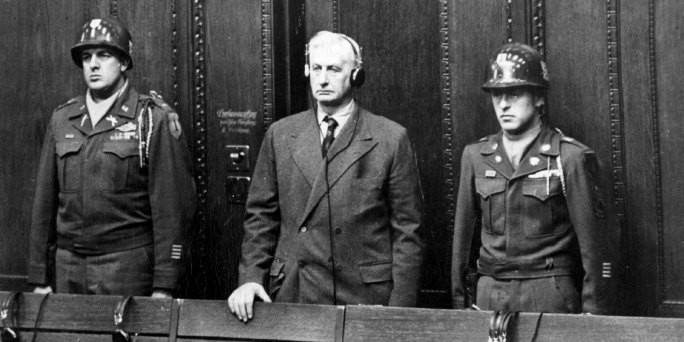
Friedrich Flick podczas ogłaszania wyroku

Trybunał ogłosił wyrok 22 grudnia 1947.
Sentencja wyroku amerykańskiego Trybunału Wojskowego w procesie Flicka:
| zdjęcie | Oskarżony         | Zarzuty | Zarzuty | Zarzuty | Zarzuty | Zarzuty | Wyrok        |
| zdjęcie | Oskarżony         | I       | II      | III     | IV      | V       | Wyrok        |
| ------- | ----------------- | ------- | ------- | ------- | ------- | ------- | ------------ |
|         | Friedrich Flick   | W       | W       | U       | W       |         | 7 lat        |
|         | Otto Steinbrinck  | U       | U       | U       | W       | W       | 5 lat        |
|         | Bernhard Weiss    | W       | U       |         |         |         | 2½ roku      |
|         | Odilo Burkart     | U       | U       |         |         |         | uniewinniony |
|         | Konrad Kaletsch   | U       | U       | U       |         |         | uniewinniony |
|         | Hermann Terberger | U       |         |         |         |         | uniewinniony |

U – uniewinniony   W – uznany za winnego

## Odwołanie
Flick poczuwał się za niewinnego i nie zgadzał się z wyrokiem. W swoim postępowaniu widział działanie w stanie wyższej konieczności. Jako jedyny przemysłowiec złożył odwołanie od wyroku. 25 lutego 1950 został zwolniony z zakładu karnego w Landsbergu.